# Peter Gwynn-Jones
Sir Peter Llewellyn Gwynn-Jones (Città del Capo, 12 marzo 1940 – 21 agosto 2010) è stato un genealogista e ufficiale araldico britannico.

## Biografia
Era il figlio del maggiore Jack Gwynn-Jones. Studiò al Wellington College e al Trinity College. 

## Carriera
Nel 1970 entrò a far parte del College of Arms e divenne assistente di Sir Anthony Richard Wagner, che era il Re d'armi della Giarrettiera. Nel 1973 Gwynn-Jones è stato nominato Bluemantle Pursuivant.
Nel 1981 è stato Segretario della Harleian Society, carica che ricoprì fino al 1994, ispettore del Regimental Colours dal 2 ottobre 1995 e ispettore della Royal Air Force Badge dal 1996. 
Nel 1995 è stato nominato Re d'armi della Giarrettiera. 

## Morte
Morì il 21 agosto 2010.